# Bétika
Pour les articles homonymes, voir Betika.
Bétika, dont le nom à l'état civil est Brigitte Houedji, est une chanteuse de Côte d'Ivoire et originaire de Lakota.

## Carrière
Betika est née à Bouaké. C'est en 1980, avec un orchestre de Grand-Bassam nommé , « Le Famesol » finaliste de podium en 1987 que Bétika fait ses premiers pas. Cet orchestre lui permet d'accompagner plusieurs artistes comme François Lougah, Antoinette Konan .
C'est en 1996 qu'elle fait sortir son premier album appelé « Ma vie ». Un second album nommé Ah les hommes !  voit le jour quatre ans plus tard soit en 2000. En suite, un troisième voit le jour en 2005 sous l’appellation de « Missié pardon » (Fakaloh). Bétika fait la promotion de l’Amour platonique , l’amour entre les humains à travers ses compositions. C’est dans ce contexte qu'elle fu baptisée L’avocate de l’Amour par les mélomanes ivoiriens.
En plus de sa carrière de chanteuse Bétika a aussi joué dans un film appelé «  Un homme pour deux sœurs »  où elle incarne le rôle de l'infirmière. elle fait ses preuves aussi dans la série télévisée ivoirienne Ma Famille où elle joue le rôle d'une maîtresse de Michel Bohiri l'un des acteurs principaux .

## Discographie
- 2005: Missié pardon (Fakaloh)
- 2000: Ah ! Les hommes
- 1996: Ma vie

## Récompenses
- L’artiste féminin de l'année 2006
- Spectacle de musique de l’année
- Super Award 2006